# Chahab (district d'Afghanistan)
Pour les articles homonymes, voir Chahab.
Chahab est un district dans la province de Takhâr, dans le nord-est de l'Afghanistan. On y compte environ 100 000 habitants, dont 20 000 dans la ville de Chahab.

## Crédit d'auteurs
- (en) Cet article est partiellement ou en totalité issu de l’article de Wikipédia en anglais intitulé « Chah Ab District » (voir la liste des auteurs).